# The Last Drop
The Last Drop is een in 2005 uitgebrachte oorlogsfilm van schrijver en regisseur Colin Teague. Teague werkte samen met scenarist Gary Young, met wie hij al eerder een aantal Britse misdaadfilms had gemaakt, waaronder Shooters en Spivs . Andrew Howard en Louis Dempsey, die ook deelnamen aan de ontwikkeling van Shooters hebben beiden een korte verschijning in de film.

## Verhaal
De film speelt zich af ten tijde van de Tweede Wereldoorlog, tijdens Operatie Market Garden, de grootste luchtinvasie in de geschiedenis. Korporaal Powell (Newbon), een undercoveragent bij de Britse inlichtingendienst, heeft opdracht gekregen van een kleine eenheid, met de codenaam Matchbox. Hun opdracht is het ophalen van een aantal goudstaven en kunstschatten die zijn geplunderd door de nazi's en nu naar Berlijn worden gereden, opgeslagen in een schijnbaar onneembare kluis. Eenvoudig genoeg, maar wanneer Matchbox wordt uitgeschakeld vlak voor de landingsplaats van de parachutetroepen gaat hun plan drastisch mis en wordt Powell gedwongen een aantal kleurrijke personages te assisteren, waaronder een slimme kruimeldief (Moran), een dronken mijnopruimingsdienst deskundige (Flanagan), en een piloot met een scherp oog voor de dames (Zane). 
Terwijl Powell en zijn zwervende groep buitenbeentjes hun weg door de Duitse tegenaanval vechten, zijn leden van het Nederlandse verzet (Gaskell en Beed) erin geslaagd om de locatie van de gestolen buit te vinden, deze wordt echter streng bewaakt door SS Major Kessler (Fox) en zijn elite-team van de stormtroepen. Met gevaar voor eigen leven, delen ze deze vitale informatie met de Britse inlichtingendienst in een moedige poging om het bezette Nederland te bevrijden.  Het is een race tegen de klok in midden in het heetst van de strijd, die eindigt met een spannende climax.

## Rolverdeling
| Acteur                 | Rol                     |
| ---------------------- | ----------------------- |
| Laurence Fox           | SS-Majoor Kessler       |
| Louis Dempsey          | Snyder                  |
| Lucy Gaskell           | Benitta                 |
| Coral Beed             | Saskia                  |
| Andrew Howard          | Korporaal Edward Banks  |
| Jack Dee               | Warren                  |
| Neil Newbon            | Korporaal Rhys Powell   |
| Nick Moran             | Private Alan Ives       |
| Rafee Spall            | Private David Wellings  |
| Tommy Flanagan         | Private Dennis Baker    |
| Sean Pertwee           | Sergeant Bill McMillan  |
| Billy Zane             | Sergeant Robert Oates   |
| Neil Jackson           | Sergeant Simkins        |
| Steve Speirs           | Gustav Hansfeldt        |
| Agathe De La Boulaye   | Katrina                 |
| David Ginola           | Korporaal Dieter Max    |
| Karel Roden            | Sergeant Hans Beck      |
| Alexander Skarsgård    | Luitenant Jergen Voller |
| Michael Madsen         | Kolonel Colt            |
| Todd Spangler          | Shannon                 |
| Dave Evans             | Private Meyer           |
| Justin Thompson        | Steiner                 |
| Gheorge Debre          | Mayer                   |
| Iaona Popescu-Galgotiu | Mayer's Vrouw           |
| Aoife Madden           | Janet                   |

### De Geallieerden
Korporaal Rhys Powell: gespeeld door Neil Newbon, is een undercoveragent die door de Britse inlichtingendienst aangesteld om team Matchbox te leiden.

Private Alan Ives: gespeeld door Nick Moran, is een slimme kruimeldief en een van de weinige overlevende leden van Matchbox.

Private David Wellings: gespeeld door Rafe Spall, is een naïeve hospitaalsoldaat en een van de weinige overlevende leden van Matchbox.

Private Dennis Baker: gespeeld door Tommy Flanagan, is een dronken, ietwat psychotische mijnopruimingsdienst deskundige en een van de weinige overlevende leden van Matchbox.

Sergeant Bill McMillan: gespeeld door Sean Pertwee, is een harde veteraan en een van de weinige overlevende leden van Matchbox.

Flight Sergeant Robert Oates:, gespeeld door Billy Zane, is een Canadese piloot en een van de weinige overlevende leden van Matchbox.

Benitta en Saskia: gespeeld door Lucy Gaskell en Coral Reed, zijn de leden van het Nederlandse verzet.

### De Bezetters
Sturmbannführer Kessler: gespeeld door Laurence Fox, is een meedogenloze nazi in opdracht van de SS met de opdracht de buit te beschermen.

Oberscharführer Hans Beck en Leutnant Jergen Voller: gespeeld door Karel Roden en Alexander Skarsgård, zijn afvallige Duitse soldaten.